# La Mort de Géricault
La Mort de Géricault est un tableau réalisé par Ary Scheffer en 1824 dépeignant les derniers instants de Théodore Géricault, mort de maladie à trente-deux ans le 26 janvier 1824, exposé au Louvre.

## Le tableau
Le tableau est une huile sur toile de dimensions 38 × 46 cm ; il est signé en bas à gauche « A. Scheffer 1824 ».

### Description
La scène est censée se passer le 25 janvier ou très tôt le 26 janvier 1824, Géricault étant mort officiellement à 6 heures du matin, dans son appartement du 2e étage du 23 rue des Martyrs à Paris. Agonisant ou mort depuis quelques instants, il est allongé sur son lit, tandis que Louis Bro, debout dans la ruelle, se penche vers lui en étreignant sa main gauche ; au premier plan, Pierre-Joseph Dedreux-Dorcy, dont on ne voit pas le visage, est effondré sur le dossier d'une chaise et tient la main droite de Géricault.
La lumière est concentrée sur le lit et le corps de Géricault, tandis que le reste de la pièce est dans une relative obscurité.
Le visage du mourant est identique au dessin d'Ary Scheffer du 18 janvier 1824, ainsi qu'au masque mortuaire et, par la barbe rousse, aux portraits en couleur de Géricault réalisés par ses amis très proches Champmartin et Vernet.
Pierre-François Lehoux a raconté que le papier de tenture dont était recouvert la chambre de Géricault disparaissait presque entièrement sous les gravures, de belles copies de maîtres qu'il avait faites dans sa jeunesse et quelques études de chevaux. Sur le mur, Scheffer a représenté des œuvres que Géricault affectionnait particulièrement ; parmi ces dessins et peintures, on reconnait L'Épave, les Trompettes de hussards, plusieurs études de chevaux et esquisses pour Le Radeau de La Méduse, l'Officier de chasseurs et le Cuirassier blessé. En réalité, peut-être Scheffer a-t-il figuré symboliquement quelques-unes des œuvres les plus notoires de l'artiste.

### Historique
Le tableau a été commandé à Scheffer en vue du Salon de 1824. Ce Salon est inauguré le 25 août, mais le tableau n'est pas prêt et ne sera achevé qu'en décembre, pour être exposé hors catégorie en janvier 1825. C'est sans doute la raison pour laquelle, à la différence d'autres contemporains et amis de Géricault (Eugène et Jean-Baptiste Isabey, Léon Cogniet, David d'Angers et Horace Vernet notamment), Ary Scheffer ne figure pas sur la liste des artistes présents à la remise des prix par Charles X à la fin du Salon de 1824 le 15 janvier 1825, illustrée par le tableau grand format de François-Joseph Heim.
Faisant partie de la collection d'Henry Scheffer, frère cadet d'Ary, le tableau a été acheté par un arrêté du 5 novembre 1858 pour 4 500 francs sur le budget de la liste civile de Napoléon III à destination du musée du Louvre et porté au registre des acquisitions des peintures du Second Empire sous le no M.I. 209. Une réplique, signée mais non datée, existe au musée de la Vie romantique, acquise en 1991, tandis qu'une aquarelle de plus petites dimensions est au musée de Dordrecht. Une copie faite probablement par un élève est mentionnée dans un musée de Bucarest.
L'œuvre a surtout été connue à partir de 1830 grâce à la lithographie qu'en a tiré Hippolyte-Louis Garnier (1802-1855), reprise plus tard par Charles Maurin.
La peinture du Louvre a été présentée dans plusieurs expositions, notamment une exposition itinérante à Cologne, Zurich et Lyon en 1987-1988, l'exposition Théodore Géricault au Grand Palais en 1991-1992, et sa réplique du musée de la Vie romantique dans Ary Scheffer (1795-1858) Gevierd Romanticus au musée de Dordrecht, ville natale d'Ary Scheffer, en 1995-1996.

## La maladie et la mort de Théodore Géricault
En 1822, Géricault souffre d'un abcès de la région lombaire gauche, dont on sait maintenant qu'il était une complication de la tuberculose de la colonne vertébrale, connue sous le nom de mal de Pott. C'est semble-t-il à la suite d'un accident de cheval au Champ-de-Mars, par un choc lors d'une collision avec un autre cavalier, que cet abcès volumineux s'est fistulisé à la peau ; aucun remède n'existant à l'époque, cet abcès caséeux ne pourra jamais guérir, et plusieurs interventions de curetage — dont la dernière huit jours avant sa mort —, n'y changeront rien. Après une période de repos et une légère accalmie fin 1822, le patient doit rester alité pendant plusieurs mois au cours de l'année 1823 et son état général se dégrade considérablement, comme en témoigne Eugène Delacroix dans son journal le 30 décembre 1823 : « Il y a quelques jours, j'ai été le soir chez Géricault. Quelle triste soirée. Il est mourant ; sa maigreur est affreuse […] Sa tête est celle d'un vieillard mourant ». Et le rédacteur d'une notice écrit en 1838 : « Géricault mourut réduit pour ainsi dire à l'état de momie, par la longueur et la nature de sa maladie. ». Parmi les nombreux amis, élèves et admirateurs qui rendent visite à Géricault ou qui l'assistent pendant cette triste période, quelques-uns auraient ou ont fait de lui un rapide dessin : Horace Vernet (Géricault debout en pied, avec pot de chambre, urinal et clystère, 1823), Nicolas-Toussaint Charlet (Théodore Géricault malade assis dans son lit, 1823) et Ary Scheffer, avec Étude du visage de Géricault sur son lit de malade le 18 janvier 1824 (musée de la Vie romantique), qui lui servira quelques mois plus tard pour son tableau La Mort de Géricault.

## Ary Scheffer et la représentation des morts
La mort de son ami Géricault sera suivie en décembre 1824 d'une autre mort tragique, celle d'Anne-Louis Girodet, dont Scheffer fait un portrait posthume en 1825, Les Adieux de Girodet à son atelier le 5 décembre 1824. La mort de Théodore Géricault n'est pas le seul ni le premier exemple iconographique de morts dans l'œuvre d'Ary Scheffer. Pour illustrer les thèmes relatifs au Moyen Âge et aux légendes chers aux premiers romantiques, il peint La Mort de Saint-Louis, La Mort de Malvina (1818 ou 1819), La Mort de Gaston de Foix, Eberhard pleurant son fils mort. D'autres tableaux, à l'instar de La Mort de Géricault, évoquent en scènes de genre la tristesse et la compassion face à un mourant : Le jeune malade,, La sœur de la miséricorde.
Dans le genre du portrait post-mortem, devenu en France une pratique courante à la mort des hommes célèbres depuis la Restauration, plusieurs personnages sont représentés par Ary Scheffer sur leur lit de mort : La Fayette, Armand Carrel, Ferdinand-Philippe d'Orléans, ainsi que sa mère, et son frère (cf. Portrait post-mortem en peinture#Le portrait post-mortem comme œuvre d'art).